# 2-溴-α-甲基苄胺
2-溴-α-甲基苄胺是一种有机化合物，化学式为C8H10BrN。

## 合成及反应
2-溴-α-甲基苄胺可由2'-溴苯乙酮的还原胺化反应制得。
它和焦碳酸二叔丁酯在三乙胺存在下反应，可以得到N-[1-(2-溴苯基)乙基]氨基甲酸叔丁酯。